# Associazione Sportiva Lecce 1937-1938
Questa voce raccoglie le informazioni riguardanti l'Associazione Sportiva Lecce nelle competizioni ufficiali della stagione 1937-1938.

## Stagione
Il Lecce si ritirò dal campionato di Serie C dopo la quarta giornata. La rinuncia fu pubblicata dal D.D.S. n. 17 del 10-11-1937 sul Littoriale del 12 novembre 1937 a pagina 5, e con questo documento la società fu radiata dai ruoli federali F.I.G.C.; fu in seguito riammessa a partecipare al campionato di Serie C 1938-1939.

## Rosa
| N. |                   | Ruolo | Calciatore     |
| -- | ----------------- | ----- | -------------- |
|    | Italia (bandiera) | P     | Guizzardi      |
|    | Italia (bandiera) | D     | Di Reda        |
|    | Italia (bandiera) | D     | D'Asdia        |
|    | Italia (bandiera) | D     | Chiti          |
|    | Italia (bandiera) | D     | Labbate        |
|    | Italia (bandiera) | D     | Natali         |
|    | Italia (bandiera) | C     | Luigi Indrizzi |

| N. |                   | Ruolo | Calciatore        |
| -- | ----------------- | ----- | ----------------- |
|    | Italia (bandiera) | C     | Giovanni Schito   |
|    | Italia (bandiera) | C     | Francesco Cosma   |
|    | Italia (bandiera) | C     | Longo             |
|    | Italia (bandiera) | A     | Raffaele Anguilla |
|    | Italia (bandiera) | A     | Luigi Buin        |
|    | Italia (bandiera) | A     | Follini           |
|    | Italia (bandiera) | A     | Tessitore         |